# Синяково (Краснослободський район)
Синяко́во (рос. Синяково, ерз. Синяково) — присілок у складі Краснослободського району Мордовії, Росія. Входить до складу Куликовського сільського поселення.
Населення — 24 особи (2010; 32 у 2002).
Національний склад (станом на 2002 рік):
- росіяни — 100 %